# Pies Aubry'ego
Pies Aubry'ego – według legendy pies należący do rycerza Aubry'ego de Montargis, faworyta króla Francji Karola V. O względy u króla zazdrosny był dworzanin Macaire. Pewnej nocy zamordował on Aubry'ego w lesie Bondy niedaleko Clichy i zakopał w ziemi.
Pies jednakże odnalazł ślady zabitego pana, zatrzymał się w miejscu ukrycia zwłok, po czym gdy przechodziła tamtędy drużyna szlachecka rzucił się wprost na Macaire'a. Sprawa stała się głośna i dotarła do uszu króla.  Karol V zarządził sąd boży. W 1371 roku naprzeciwko siebie na sekwańskiej wyspie Notre Dame stanęli Macaire i pies. Rozszalałe zwierzę powaliło Macaire'a na ziemię, wówczas przyznał się on do zbrodni. Jeszcze tego samego dnia oddał głowę pod topór kata.
Zdarzenia zapewne zostały w legendzie ubarwione. Faktem jest jednak, iż w lesie Bondy z polecenia Karola V postawiono pomnik, łaciński napis na nim w tłumaczeniu brzmi:
Wy, śmiertelnicy, jesteście ślepi,
Gwałcąc najświętsze uczucia,
Gdy nawet nieme zwierzę was poucza,
Aby być wdzięcznym.
Niechże więc nawet cień wasz drży ze strachu,
Gdyby was naszła chęć czynienia zła!
Innym świadectwem jest scena walki Macaire'a z psem uwieńczona w malowidle na stropie zamku między Montargis a Nemours.
Motyw tej legendy stał się później inspiracją literacką. W 1811 ukazał się poemat "Sąd Boży" w czasopiśmie wydawanym przez lipskiego dramaturga Johannesa Augusta Apla. Kilka lat później temat podjął Francuz, Guilbert de Pierecourt w melodramacie Le chien de Montargis (Pies z Montargis). Został on następnie zaadaptowany na potrzeby sceny teatralnej przez poetę z Wiednia, Castellego, i wystawiany z powodzeniem w wielu teatrach przez aktora Rudolfa Karstena. Największe wrażenie na widzach spektaklu wywoływała gra tresowanego pudla Karstena – Dragona. Sztukę wystawiono m.in. w Teatrze Królewskim w Berlinie. W marcu 1817 Karsten zaczął starać się o pozwolenie na wystawienie sztuki w Weimarskim Teatrze Dworskim. Dyrektorem tego teatru był wówczas Johann Wolfgang von Goethe, który propozycję z oburzeniem odrzucił, uważając pojawienie się zwierząt na scenie za ujmę dla teatru. Karsten uzyskał jednak poparcie wielkiego księcia Karola Augusta dla swoich planów wystawienia sztuki. Goethe musiał ustąpić, lecz demonstracyjnie wyjechał z Weimaru na czas przedstawienia, powierzając inscenizację zastępcy. Goethe wyraził swe rozgoryczenie w epigramacie:
Gdy scena psią budę na pamięć przywodzi,
Poeta zniknąć musi, skoro pies nadchodzi.
W latach 30. XX wieku Pies Aubry'ego został opracowany na nowo przez Fritza Ebersa i wystawiony teatrze Thalia w Berlinie, choć tylko jeden raz.